# Acaena agnipila
Acaena agnipila es una especie de planta del género Acaena, perteneciente a la familia Rosaceae.

## Taxonomía
Acaena agnipila fue descrita por Gand. en 1913.

## Distribución
Se encuentra en el territorio del sureste de Queensland hasta el sureste y sudoeste de Australia.